# Jan Pranger
Jan Pranger (1700 - 13 avril 1773) est un marchand d'esclave néerlandais et administrateur colonial qui devient directeur général de la Côte-de-l'Or néerlandaise de 1730 à 1734. Un portrait de lui avec un esclave peint par l'artiste néerlandais Frans van der Mijn est exposé au Rijksmuseum d'Amsterdam.

## Jeunesse et début de carrière
Jan Pranger est né vers 1700 à Amsterdam, fils de Jan Pranger Sr., un marchand de vin hollandais, et sa femme Johanna van Eden. La famille appartient à la classe moyenne de la République néerlandaise. En 1720, il est employé par la Compagnie néerlandaise des Indes occidentales en tant qu'assistant des marchands néerlandais opérant à partir d'Elmina, l'un des rangs administratifs les plus bas disponibles sur la Côte-de-l'Or néerlandaise. Il prend rapidement de l'importance sur la Côte-de-l'Or et, en 1724, est nommé à la tête du Fort Crèvecœur à Accra. Il obtient alors le rang de chef marchand (néerlandais : oppercommies) et une accession au Conseil colonial d'Elmina.

## Directeur général de la Côte-de-l'Or néerlandaise

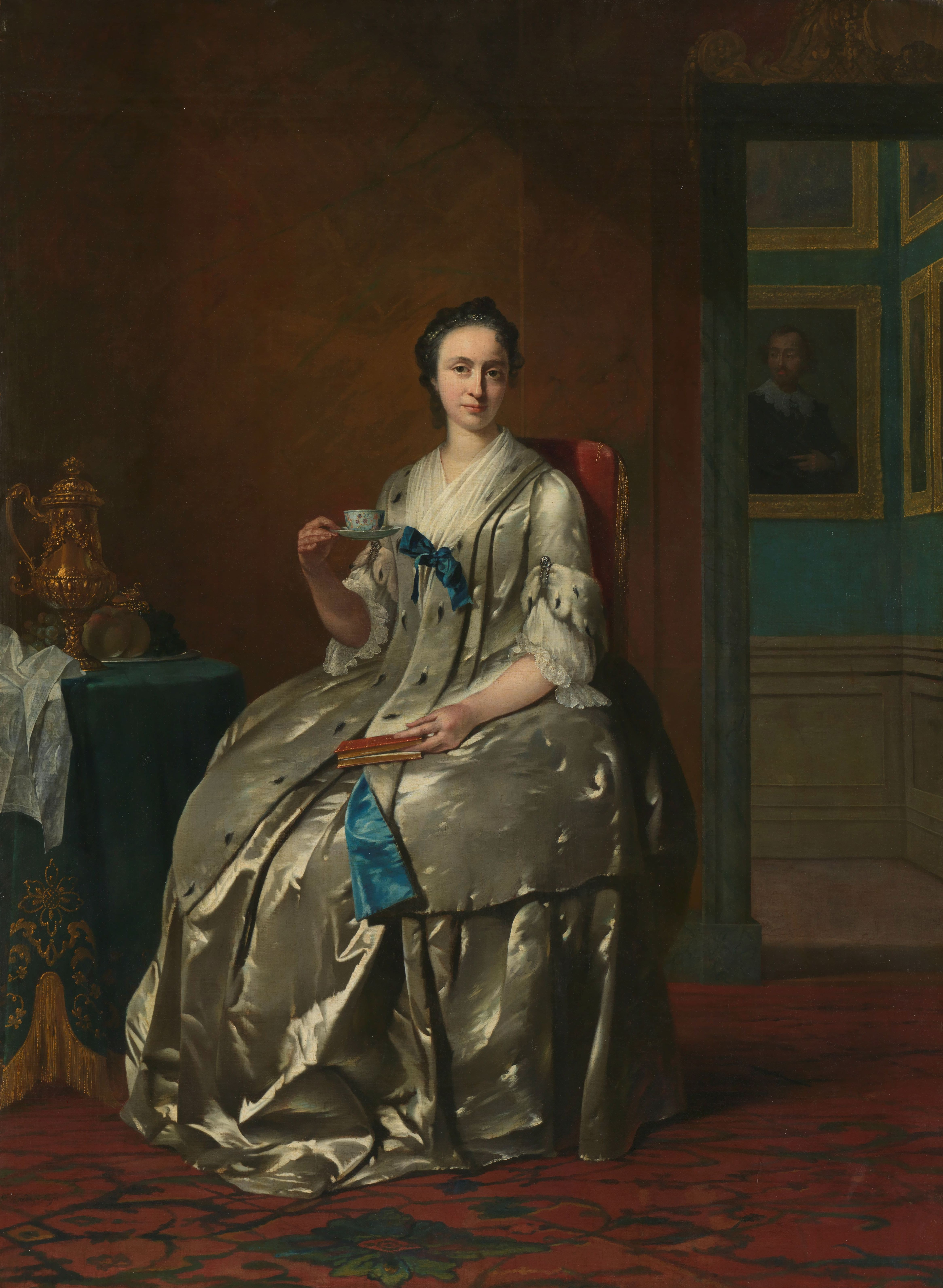
La deuxième épouse de Pranger, Machteld Muilman

Lorsque le directeur général de la Côte-de-l'Or néerlandaise, Pieter Valkenier, démissionne en 1725, il conseille au Conseil colonial d'installer Robert Norre ou Pranger comme son successeur. Probablement en raison de son jeune âge, il est ignoré au profit de Robert Norre, mais lorsque ce dernier démissionne en 1729, il est sélectionné pour le poste de directeur général. il est officiellement installé comme directeur général le 6 mars 1730.
En tant que directeur général, il entre rapidement en conflit avec le chef marchand Hendrik Hertogh, qui opère à partir du comptoir de Jaquim (Godomey) sur la côte hollandaise des esclaves (actuel côte du Bénin), qui est en théorie subordonnée au directeur général. En 1732, le comptoir de Jaquim est pillé et incendié par les forces du royaume du Dahomey ; en réponse, Jan Pranger envoie une expédition diplomatique sous la direction de son subordonné Jacobus Elet à Abomey afin de négocier avec le roi Agadja. Bien qu'au début l'expédition semble réussie, la relation avec le Dahomey se détériore finalement.
Frustré par la situation au Dahomey, il demande au Conseil colonial d'accepter sa lettre de démission le 3 mai 1733, et le 13 mars 1734, son successeur Antonius van Overbeke est placé par le conseil. En juin 1735, il quitte la Côte-de-l'Or sur un navire négrier à destination du Suriname. Tombé malade pendant le voyage, il ne quitte le Surinam qu'au printemps 1736. il revient en République néerlandaise le 15 juin 1736.

## Fin de carrière
Presque immédiatement après son retour en République néerlandaise, le 5 juillet 1736, il épouse Elisabeth Oloff, décédée un peu plus de trois ans plus tard, le 5 décembre 1739. il se remarie à Machteld Muilman le 14 septembre 1745. il est devenu un homme riche en raison de son service sur la Côte-de-l'Or. Pendant sa retraite en République néerlandaise, il achète une maison de canal sur le canal Singel à Amsterdam et une maison de campagne à l'extérieur de la ville. Il emploie quatre domestiques et possède trois chevaux. Il est mort à Amsterdam le 13 avril 1773.